# Rudolf Lehmann-Filhés
Rudolf Lehmann-Filhés, född 12 april 1854 i Berlin, död där 30 maj 1914, var en tysk astronom.
Lehmann-Filhés blev 1881 privatdocent och 1891 professor i astronomi vid Berlins universitet. Han är bekant genom arbeten över stjärnfall och meteorer, undersökningar inom den celesta mekaniken samt en mycket använd metod för bestämningen av de spektroskopiska dubbelstjärnornas banor.